# The Art of the Trio, Vol. 4: Back at The Vanguard
Albums de Brad Mehldau Trio
Elegiac Cycle
(1999) Places
(2000)
The Art Of The Trio, Vol. 4: Back At The Vanguard est un album en trio du pianiste de jazz américain Brad Mehldau sorti en 1999 chez Warner Bros. Records. C'est son deuxième album live après Live at The Village Vanguard: The Art of the Trio, Vol. 2.
Sorti à peine trois mois après le cérébral et élégant Elegiac Cycle, The Art of The Trio, Vol. 4: Back At The Vanguard reflète le jeu de Brad Mehldau, passionné, énergique, émotif, complexe mais complètement accessible.

## Liste des pistes
| No | Titre                   | Musique                           | Durée |
| -- | ----------------------- | --------------------------------- | ----- |
| 1. | All the Things You Are  | Jerome Kern/Oscar Hammerstein III | 13:44 |
| 2. | Sehnsucht               | Brad Mehldau                      | 10:49 |
| 3. | Nice Pass               | Brad Mehldau                      | 17:35 |
| 4. | Solar                   | Miles Davis                       | 9:55  |
| 5. | London Blues            | Brad Mehldau/Jelly Roll Morton    | 7:38  |
| 6. | I’ll Be Seeing You      | Sammy Fain/Irving Kahal           | 7:17  |
| 7. | Exit Music (for a film) | Radiohead                         | 8:53  |

## Personnel
- Brad Mehldau - piano
- Larry Grenadier - contrebasse
- Jorge Rossy -  batterie